# Delia nigrescens
Delia nigrescens este o specie de muște din genul Delia, familia Anthomyiidae. A fost descrisă pentru prima dată de Camillo Rondani în anul 1877. Conform Catalogue of Life specia Delia nigrescens nu are subspecii cunoscute.